# Kernenried
Kernenried là một đô thị ở huyện Burgdorf ở bang Bern ở Thụy Sĩ. Đô thị này có diện tích 3,3 km², dân số tháng 12 năm 2020 là 547 người.